# Panaretella
Panaretella là một chi nhện trong họ Sparassidae.